# Ситмиши
Ситми́ши (чув. Ҫитмӗш) — деревня Урмарского района Чувашской Республики. В рамках организации местного самоуправления входит с 2023 года в Урмарский муниципальный округ. До 2023 года входил в состав Кульгешского сельского поселения. Население 192 человек (2015), преимущественно чуваши.

## География
Расположен в северо-восточной части региона, в центре Урмарского района, в пределах Чувашского плато, на расстоянии 60 км от Чебоксар, 6 км до райцентра Урмары.
Деревня Ситмиши окружена пустошью и болотистой местностью.

### Климат
В деревне, как и во всём районе, климат умеренно континентальный с продолжительной холодной зимой и довольно тёплым сухим летом. Средняя температура января −13 °C; средняя температура июля 18,7 °C. За год выпадает в среднем 400 мм осадков, преимущественно в тёплый период. Территория относится к I агроклиматическому району Чувашии и характеризуется высокой теплообеспеченностью вегетационного периода: сумма температур выше +10˚С составляет здесь 2100—2200˚.

## Топоним
Исторические названия: Пинери при речке Пинере, Пинер, Пинер Ситмис (Синьял), Шитмас, Шитмиши

## История
Деревня образована в XVIII веке. В 1878 основана церковноприходская школа, 30 сентября 1896 — школа грамоты. В 1920-х гг. имелись промыслы: портняжное, лаптеплетение. В 1931 образован колхоз «Ситмиши»

### Административно-территориальная принадлежность
В 18 в. — 1926 годах в составе Андреевской волости Свияжского уезда, Чебоксарского уезда, Никольской волости Чебоксарского уезда. В 1926-27 в   Урмарской волости Цивильского уезда. В Урмарском районе — с 1927 года
Входил (с 2004 до 2022 гг.) в состав Кульгешского сельского поселения муниципального района Урмарский район.
К 1 января 2023 года обе муниципальные единицы упраздняются и деревня входит в Урмарский муниципальный округ.

## Население
| 2010 | 2012 | 2015 |
| ---- | ---- | ---- |
| 217  | ↘83  | ↗192 |

Число дворов и жителей: в 1721—206 муж.; 1747—192 муж.; 1795 (вместе с 3 выселками) — 128 дворов, 162 муж., 163 жен.; 1858—172 муж.; 1897—247 муж., 244 жен.; 1926—121 двор, 230 муж., 261 жен.; 1939—270 муж., 350 жен.; 1979—261 муж., 301 жен.; 2002—111 дворов, 254 чел.: 120 муж., 134 жен.; 2010 — 79 част. домохозяйств, 217 чел.: 108 муж., 109 жен

## Известные уроженцы, жители
Егоров, Дмитрий Егорович (4.11.1924, д. Ситмиши — 28.4.2022, Чебоксары) — педагог, организатор образования, кандидат педагогических наук, доцент (1971).

## Инфраструктура
Личное подсобное хозяйство. Основа экономики — сельское хозяйство . Функционирует ООО "Агрофирма «Арабоси» (2010)
Действует фельдшерский пункт, клуб, стадион, спортплощадка, магазин, торговый павильон.

## Транспорт
Деревня доступна автотранспортом.